# Zeheba aureata
Zeheba aureata là một loài bướm đêm trong họ Geometridae.